# João Romário Carvalho
João Romário Carvalho (Mafra, 6 de abril de 1944) é um médico veterinário e político brasileiro.
Filho de Pedro Carvalho e de Maria dos Santos Carvalho. Casou com Marli Terezinha Carvalho.
Foi prefeito de Mafra.
Nas eleições de 1986 foi candidato a deputado estadual pelo Partido da Frente Liberal (PFL) para a Assembleia Legislativa de Santa Catarina, elegendo-se com 12.166 votos, integrando a 11ª Legislatura (1987-1991).